# 杨祖佑
楊祖佑（英語：Henry T. Yang，1940年11月29日—），是一位美国机械工程师，航空航天领域专家。美国工程院院士，中国工程院外籍院士，中央研究院院士，美国航空航天学会成员。自1994年6月至2025年6月担任加州大学圣巴巴拉分校第五任校长。任期长达31年，是加州大学历史上任职时间最长的校长。卸任校长职位后，杨祖佑继续担任该校工学院机械工程系教授。

## 早年与教育经历
1940年出生重庆市。其父親服役於中華民國空軍。1945年抗日战争勝利，杨家迁至昆明。1949年，中国共产党逐步获得内战胜利，杨家随國民政府再迁往台湾。随着当空军的父亲，杨祖佑的中小学生涯都在台湾南部度过。因为父亲军职关系，国小及国中大多辗转，后考取國立臺灣大學。
杨祖佑于1962年获得国立台湾大学土木工程专业理学学士学位，1965年获得西弗吉尼亚大学结构工程理学硕士学位，1968年获得康奈尔大学土木工程博士学位。他的博士论文题目为《双曲薄壳结构稳定性分析的有限元公式》。他的博士生导师是理查德·H·加拉格尔（Richard H. Gallagher）。

## 职业经历

### 科学研究
杨祖佑在机械、航空航天、土木和结构工程领域进行了广泛的研究。他因其在板壳有限元方法方面的工作以及在跨音速计算气动弹性力学（包括飞机设计和颤振控制）方面的贡献而闻名。他的研究还涉及地震工程，特别是在改进发电厂的抗震设计方面。此外，他还研究了地震和风荷载下的结构感知与控制，并为早期的中观塑性和变形过程研究做出了贡献。
杨祖佑已在科学期刊上发表了195篇文章。他的著作《有限元分析》被美国许多大学采用为工程学教科书，并已被翻译成中文和日文。

### 普渡大学
杨祖佑是航空航天结构、结构动力学、跨音速气动弹性力学、风与地震结构工程、智能制造系统和有限元方面的专家。杨祖佑在普渡大学任教25年。他于1969年首先以助理教授的身份加入该校，之后升任普渡大学航空航天学院院长，并在1980年至1984年任职五年。1984年7月1日，杨振宁被任命为普渡大学工程学院院长，他担任该职位十年，直到1994年离开该职位前往加州大学圣巴巴拉分校。
杨祖佑于1988年被授予普渡大学尼尔·阿姆斯特朗杰出航空航天教授称号。他曾八次获得埃尔默·F·布鲁恩奖，该奖项旨在表彰普渡大学航空航天学院的杰出教师。此外，他还十二次获得普渡大学颁发的校级杰出本科教学奖。

### 加州大学圣巴巴拉分校
1994年6月，在150位候选人中，加州大学总校长杰克·佩特森（Jack W. Peltason）任命杨祖佑担任加州大学圣巴巴拉分校（UCSB）第五任校长。这成为自1990年田长霖出任加州大学伯克利分校第七任校长以来，第二位出任美国大学校长的华裔人士。他于1994年6月23日开始担任该校校长。
在杨祖佑任职的前14年中，UCSB已有5位学者先后获得诺贝尔奖，使得该校一跃成为世界领先的大学。他在1999年赴日招攬的「藍光之父」中村修二，則於2014年成為該校第6位諾貝爾獎得主。
杨祖佑已指导57名博士生和23名硕士生。除了担任校长之外，他还是加州大学圣巴巴拉分校工学院机械工程系教授。他每年都会教授一门本科工程课程。他目前在美国国家科学基金会的资助下指导三名博士生。他还是加州大学数学、工程与科学成就（MESA）项目的联合首席研究员。
2024年8月14日，杨祖佑宣布将在2024-2025学年结束时辞去大学校长职务，同时继续担任加州大学圣巴巴拉分校工学院机械工程系教授。他于2025年6月14日正式卸任校长职务。杨祖佑任校长一职长达31年，是加州大学历史上任职时间最长的校长。2025年6月16日，加州大学校长迈克尔·德雷克（Michael Drake）任命时任加州大学圣巴巴拉分校执行副校长兼教务长大卫·马西尔（David Marshall）为临时校长。

## 奖项和荣誉
杨祖佑被选举为多个学会的会士和院士，其中包括：
- 自1985年起任美国航空航天学会会士[5]
- 自1991年起任美国国家工程院院士[23]
- 自1992年起任中央研究院院士[24]
- 自1993年起任美国工程教育学会会士[5]
- 自2009年起任中国工程院外籍院士[25]

杨祖佑获全球多所大学的荣誉博士学位，其中包括：
- 普渡大学（1996年）[26]
- 香港科技大学（2002）[27]
- 国立台湾大学（2004）[28][29]
- 香港城市大学（2005）[30]
- 香港中文大学（2008）[31]
- 西弗吉尼亚大学（2011）[32]
- 香港理工大学（2011）[33]

杨祖佑获学术团体颁发的多项奖项和荣誉，其中包括：
- 美国工程教育学会百年奖章（1993）[5]
- 美国工程教育学会本杰明·加弗·拉姆奖（1998）[34]
- 美国航空航天学会结构、结构动力学和材料奖（2008）[35]
- 美国国家工程院Arthur M. Bueche奖（2016）[19]

2001年，杨祖佑和他的妻子被加州大学圣巴巴拉分校校友会授予荣誉校友称号。2007年，杨祖佑获得了加州大学圣巴巴拉分校学术委员会颁发的荣誉杰出教学奖。
2025年4月3日，杨祖佑获加州大学校长迈克尔·德雷克（Michael Drake）授予的加州大学校长荣誉勋章，以表彰他“三十年来对加州大学的发展和地位做出的巨大贡献”。

## 董事会和委员会
杨祖佑曾担任美国国防部、美国空军、美国海军、美国国家航空航天局和美国国家工程院的科学顾问委员会成员。他曾于2010年至2014年担任环太平洋大学协会主席，并于2009年至2010年担任美国大学协会主席。
杨祖佑是美国总统国家科学奖章委员会的成员，2009年他首次由小布什任命，2011年又由巴拉克·奥巴马任命。2007年，他被任命为三十米望远镜项目董事会主席，至今仍担任该职位。他还现任卡弗里基金会的董事会成员。